# Beni, Republica Democrată Congo
Beni   este un oraș  în  partea de nord-est a Republicii Democrate Congo, în  provincia  Nord-Kivu. Este localizat la vest de masivul Ruwenzori și de Parcul Național Virunga.